# Vetenskapsåret 1762

## Händelser

### Matematik
- September – Society for Equitable Assurances on Lives and Survivorships grundas i London.[1]

## Pristagare
- Copleymedaljen: Inget pris utdelades.

## Födda
- 10 mars - Jeremias Benjamin Richter (död 1807), tysk kemist
- 10 april - Giovanni Aldini (död 1834), italiensk fysiker.
- 12 augusti - Christoph Wilhelm Hufeland (död 1836), tysk läkare.
- 22 september - Olof Forssell (död 1838), svensk matematiker.
- 20 november - Pierre André Latreille (död 1833), fransk entomolog.

## Avlidna
- 20 februari - Tobias Mayer (född 1723), tysk astronom.
- 21 mars - Nicolas Louis de Lacaille (född 1713), fransk astronom.
- 13 juni – Dorothea Erxleben (född 1715), tysk läkare.
- 13 juli - James Bradley (född 1693), engelsk astronom.
- 5 augusti - Lars Liedbeck (född 1707), svensk matematiker.
- Jan Frederik Gronovius (född 1686), nederländsk botaniker.
- William Braikenridge, präst och geometrist (född 1700)[2]

### Fotnoter
1. ↑  ”Today & History”. Equitable Life. 26 juni 2009. Arkiverad från originalet den 29 juni 2009. https://web.archive.org/web/20090629202114/http://www.equitable.co.uk/content/content_7.htm. Läst 20 oktober 2010.
2. ↑  O'Connor, John J; Robertson, Edmund F (November 1999). ”William Braikenridge”. MacTutor History of Mathematics. Arkiverad från originalet den 27 augusti 2019. https://web.archive.org/web/20190827014808/http://www-groups.dcs.st-andrews.ac.uk/history/Biographies/Braikenridge.html. Läst 16 februari 2020.